# Altxerri
Altxerri – jaskinia krasowa położona w pobliżu miejscowości Orio w Kraju Basków w Hiszpanii. Stanowisko sztuki prehistorycznej.
Jaskinia ma 20 m głębokości i długość 2,2 km. Została odkryta przypadkowo w 1956 roku przez robotników szukających kamienia wapiennego do budowy pobliskiej drogi. Prace archeologiczne rozpoczęli w 1962 roku Felipe Aranzadi, Javier Migliaccio oraz Juan Cruz Vicuña. Ich wyniki opublikował w 1964 roku José Miguel de Barandiaran. W jaskini odkryto ponad 120 malowideł i rytów naskalnych, podzielonych na siedem grup. Związane są one z późną fazą kultury magdaleńskiej i datowane na ok. 13–12 tys. lat p.n.e. Malowidła wykonano czarną farbą, poza pojedynczym czerwonym wizerunkiem w górnej galerii. Na większości malowideł dominuje przedstawienie żubra, inne ukazują koziorożce, konie i jelenie, a pojedyncze także antylopy, rosomaki, zające, lisy i ryby.
Ze względu na niekorzystny wpływ czynników atmosferycznych malowidła zaczęły szybko niszczeć, w związku z czym podjęto decyzję o zamknięciu jaskini dla zwiedzających.